# Konstantin Voinov
Konstantin Voinov (russisk: Константи́н Нау́мович Во́инов) (født 25. maj 1918, død 30. oktober 1995 i Moskva i Rusland) var en sovjetisk filminstruktør, skuespiller og manuskriptforfatter.

## Filmografi
- Zjenitba Balzaminova (Женитьба Бальзаминова, 1964)[1][2]
- Rudin (Рудин, 1977)